# Субдлинноволновое оптическое волокно
Субдлинноволновое (оптическое) волокно — участок оптического волокна с внешним диаметром менее длины волны проходящего через него света. Получается, в частности, в результате нагрева (пламенем или лазерным пучком) и вытягивания обычного телекоммуникационного волокна. При этом диаметр волокна уменьшается в сотни раз, вследствие чего сердцевина, являющаяся основным световодом в обычных оптических волокнах, практически исчезает, а роль волновода начинает выполнять оболочка, диаметр которой оказывается менее длины волны света. В случае достижения адиабатических переходных участков все излучение, изначально распространяющееся в сердцевине, переходит в распространяющиеся моды оболочки, а затем — на другом конце субдлинноволнового участка — снова в сердцевину. Пропускание волокна при этом может сохраняться на уровне более 95 процентов.
На субдлинноволновом отрезке значительная часть света распространяется вне волокна, в окружающем пространстве. При этом диаметр области, занимаемой световым полем, сохраняется на уровне порядка длины волны света, то есть достигается плотность энергии, сопоставимая с таковой при фокусировке лазерного пучка в свободном пространстве, а расходимость пучка является практически нулевой. Это создаёт уникальные условия для проведения экспериментов в области нелинейной оптики, взаимодействия с частицами вещества, интермодовой интерферометрии.
Изначальный диаметр оболочки волокна составляет 125 мкм, сердцевины — порядка 10 мкм. После вытягивания диаметр оболочки достигает порядка 300…600 нм (0,3…0,6 мкм). Длина волны излучения обычно составляет около 1 мкм. Длина субдлинноволновой части на практике составляет 0,1…10 мм.
На данный момент используются, главным образом, в исследовательских целях в качестве датчиков, для захвата и манипулирования атомами, спектроскопии, изучения нелинейно-оптических эффектов и т. д.